# Maria Olívia de Castro e Oliveira
Maria Olívia de Castro e Oliveira (Lagoa da Prata, 1 de julho de 1946) é uma política brasileira do estado de Minas Gerais, atualmente filiada ao PSDB.

Foi deputada estadual em Minas Gerais por quatro legislaturas consecutivas, de 1991 a 2007 (da 12ª à 15ª legislatura).

Atualmente é secretária adjunta de Cultura do Estado de Minas Gerais.